# Szimmetrikus polinom
A matematikában a P(X1, X2, …, Xn) polinomot szimmetrikus polinomoknak nevezzük, ha annak változóit tetszőleges módon felcserélve ugyanazt a polinomot kapjuk. Jelölésekkel megfogalmazva, legyen P egy szimmetrikus polinom, σ pedig az 1, 2, ..., n indexek egy permutációja, akkor fennáll a P(Xσ(1), Xσ(2), …, Xσ(n)) = P(X1, X2, …, Xn).
(ellen)példák:
- 2x5+2y5 egy kétváltozós szimmetrikus polinom
- x5-y5 egy kétváltozós nem-szimmetrikus polinom

## Tulajdonságok
Azonos változójú szimmetrikus polinomok összege, szorzata, skalárszorosa, így bármely polinomja újra szimmetrikus polinom.
A szimmetrikus polinomok alaptétele szerint minden szimmetrikus polinom elő is áll elemi szimmetrikus polinomok polinomjaként.

## Speciális szimmetrikus polinomok

### Elemi szimmetrikus polinomok
Az n változós elemi szimmetrikus polinomok az
s1(x1, x2, …, xn)=
x1+x2+ … + xn
s2(x1, x2, … , xn)=
x1x2+ x2x3 + … + xixj +
xn-1xn
…
sn(x1, x2, …, xn)=
x1x2…xn
szimmetrikus polinomok. Szavakkal, az i-edik n változós elemi szimmetrikus polinom az n változóból képzett összes i tényezős szorzat összege.

### Monomikus szimmetrikus polinomok
A monomok, vagy egytagok a változók összeszorzásával keletkező polinomok. Nevüket onnan kapták, hogy egytagú összegnek tekinthetők. Az x1, …, xn változók monomjai felírhatók {\displaystyle x_{1}^{\alpha _{1}}\cdots x_{n}^{\alpha _{n}}} alakban, amit így szokás rövidíteni: xα, ahol α rendre az x1, …, xn változók kitevőit tartalmazó vektor.
A monomikus szimmetrikus polinom azoknak a monomoknak az összege, amiknek kitevővektorai végigjárják egy α kitevővektor összes permutációját.
Példák:
{\displaystyle m_{(3,1,1)}(x_{1},x_{2},x_{3})=x_{1}^{3}x_{2}x_{3}+x_{1}x_{2}^{3}x_{3}+x_{1}x_{2}x_{3}^{3}},
{\displaystyle m_{(3,2,1)}(x_{1},x_{2},x_{3})=x_{1}^{3}x_{2}^{2}x_{3}+x_{1}^{3}x_{2}x_{3}^{2}+x_{1}^{2}x_{2}^{3}x_{3}+x_{1}^{2}x_{2}x_{3}^{3}+x_{1}x_{2}^{3}x_{3}^{2}+x_{1}x_{2}^{2}x_{3}^{3}}
az elemi szimmetrikus polinomok.
Ezek a monomikus szimmetrikus polinomok a szimmetrikus polinomok vektorterének egy generátorrendszerét alkotják, azaz minden szimmetrikus polinom felírható monomikus polinomok lineáris kombinációjaként.

### Teljes homogén szimmetrikus polinomok
Egy polinom homogén, ha minden monomja azonos fokú. Például, a {\displaystyle h_{3}(x_{1},x_{2},x_{3})=x_{1}^{3}+x_{1}^{2}x_{2}+x_{1}^{2}x_{3}+x_{1}x_{2}^{2}+x_{1}x_{2}x_{3}+x_{1}x_{3}^{2}+x_{2}^{3}+x_{2}^{2}x_{3}+x_{2}x_{3}^{2}+x_{3}^{3}} szimmetrikus polinom homogén harmadfokú polinom. Egy szimmetrikus homogén polinom teljes, ha monomjai végigfutják az összes adott fokú monomot.
A teljes homogén szimmetrikus polinomokkal az elemi szimmetrikus polinomokhoz hasonlóan az összes szimmetrikus polinom kifejezhető. Pontosabban, minden k fokú szimmetrikus polinom előáll a legfeljebb k-adfokú teljes homogén szimmetrikus polinomok polinomjaként.

## Alkalmazásuk
Alkalmazásuk a Galois-elméletben azon múlik, hogy az egyváltozós polinomok együtthatói (az előjeltől eltekintve) a gyökök elemi szimmetrikus polinomjai, így ha meg tudjuk oldani az így keletkezett egyenletrendszert, akkor meg tudjuk adni a polinom gyökeit. Ennek a megoldásához ismerni kell a gyökök permutációit, amik segítenek megbontani a szimmetriát, így megoldani az egyenletrendszert. Ez a módszer elvezetett a Lagrange-rezolvensekhez, majd a Galois-elmélethez.
Emellett felbukkannak a lineáris algebrában, a reprezentációelméletben és a kombinatorikában. Többek között a szimmetrikus függvények gyűrűjével együtt is tanulmányozzák őket.

## Alternáló polinomok
A szimmetrikus polinomokhoz hasonlóak az alternáló polinomok, amik a permutációk hatására előjelet váltanak, vagy nem változnak semmit sem. Ezek felírhatók egy szimmetrikus polinom és egy Vandermonde-polinom szorzataként, és a szimmetrikus polinomok gyűrűjének másodfokú bővítésének tekinthetők.

## Fordítás
- Ez a szócikk részben vagy egészben  a   Symmetric polynomial című angol Wikipédia-szócikk fordításán alapul.  Az eredeti cikk szerkesztőit annak laptörténete sorolja fel. Ez a jelzés csupán a megfogalmazás eredetét és a szerzői jogokat jelzi, nem szolgál a cikkben szereplő információk forrásmegjelöléseként.